# Liste des personnages de Lucky Luke
 (juillet 2023).
- Si vous ne connaissez pas le sujet, laissez ce bandeau (vous pouvez alors contacter les auteurs).
- Si vous supprimez le contenu mis en cause (vous pouvez préalablement contacter les auteurs),

argumentez précisément cette suppression dans la page de discussion
(un manque de référence n'est pas un argument ; une recherche réelle de référence doit avoir été effectuée, être formellement documentée).

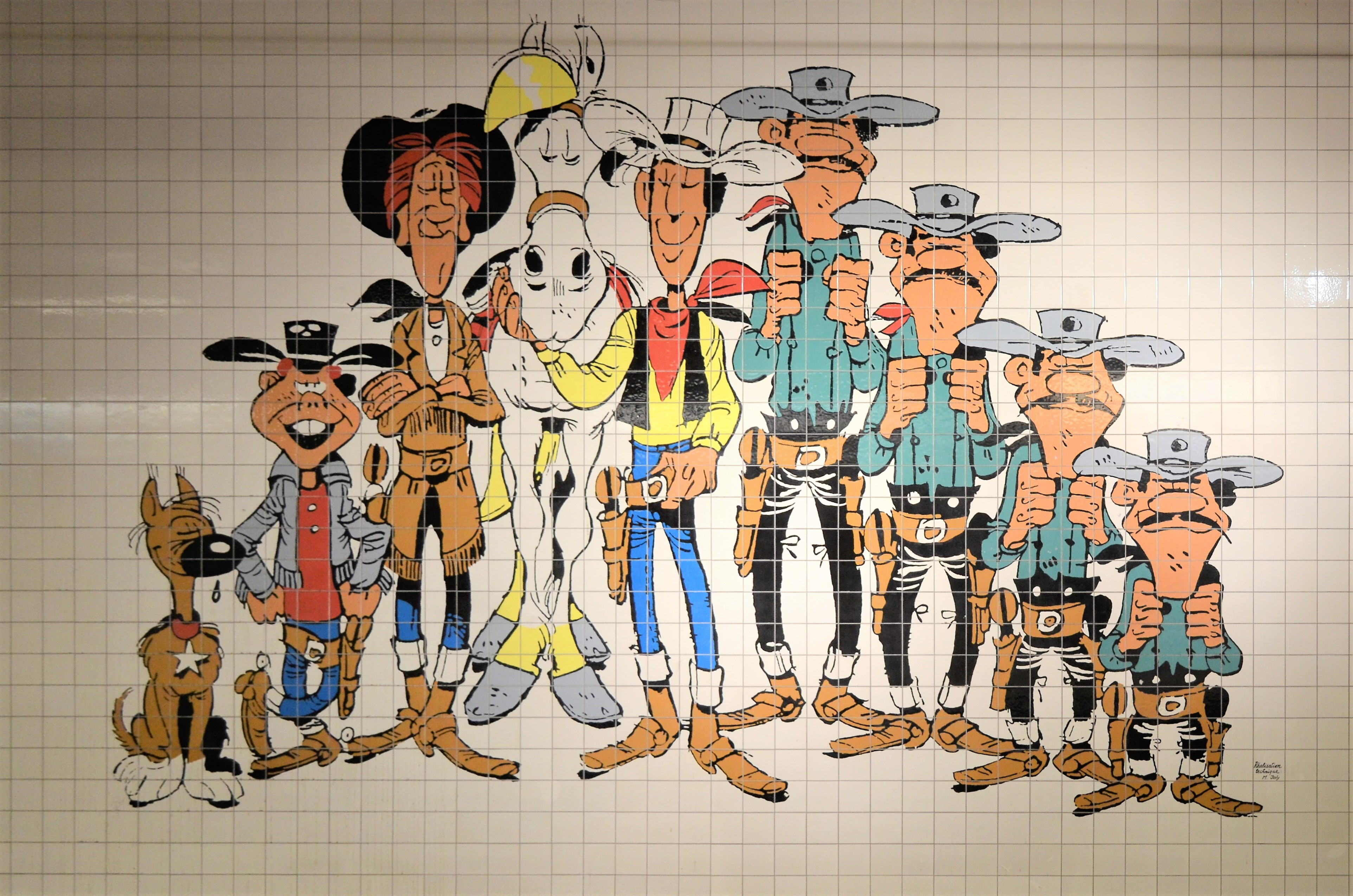
Charleroi - Station de métro Parc - céramique représentant les principaux personnages de la série de bande dessinée humoristique Lucky Luke créé par Morris. Réalisée en 1996 à l'occasion du cinquantenaire de la série.

Liste des personnages de la série de bande dessinée Lucky Luke, ainsi que Kid Lucky et Rantanplan. Entre parenthèses il s'agit de la première apparition du personnage. Cette liste contient tous les personnages visibles, cités ou les pseudos de personnage présent dans la série.
- Haut – A
- B
- C
- D
- E
- F
- G
- H
- I
- J
- K
- L
- M
- N
- O
- P
- Q
- R
- S
- T
- U
- V
- W
- X
- Y
- Z

## Liste des personnages deLucky Luke

### A
- Abeille Affairée (Chasse aux fantômes)
- Abel (L'Homme de Washington)
- Achab, Dr. (Sarah Bernhardt)
- Adélaïde, Mme. (Le Daily Star)
- Adélaïde, tante (La Fiancée de Lucky Luke)
- Adlai (La Caravane)
- Affreux Vautour (Des rails sur la prairie)
- Agathe (La Légende de l'Ouest)
- Aigle Bavard (L'Artiste-peintre)
- Aigle Boiteux (Les Collines noires)
- Aigle Intrépide (L'Arche de Rantanplan)
- Aigle Joyeux (La Corde au cou)
- Aigle Malade (Le 20e de cavalerie)
- Aiglon Capricieux (Sarah Bernhardt)
- Aiglon Redoutable (7 histoires de Lucky Luke)
- Alberto (Tortillas pour les Dalton)
- Alby (Le Pont sur le Mississipi)
- Alexandrovitch de Russie, Alexis (Le Pied-Tendre)
- Alfonsino (Les Dalton courent toujours)
- Alfredo (Arizona)
- Ali, Hadji (La Corde du pendu et autres histoires)
- Allison, John (Le Pony Express)
- Allow, Sham (Le Cuisinier Français)
- Amedeo (Tortillas pour les Dalton)
- Amonez, Pedro (Lucky Luke contre Joss Jamon)
- Andrew (Un cow-boy dans le coton)
- Angela (Un cow-boy dans le coton)
- Angelface (Lucky Luke contre Pat Poker)
- Anna (Alerte aux Pieds-Bleus)
- Antonio (Arizona)
- Applewater, Somerset (La Guérison des Dalton)
- Arc Qui Chante (Fingers)
- Ariel (L'Homme de Washington)
- Arizona Johnson (Chasseur de primes)
- Arizona Sam (Chasseur de primes)
- Armstrong (Le Magot des Dalton)
- Armstrong (Le Pont sur le Mississipi)
- Arognar, C.H. (Lucky Luke contre Joss Jamon)
- Arthur #1 (L'Élixir du Docteur Doxey)
- Arthur #2 (Alerte aux Pieds-Bleus)
- Arthur (Alerte aux Pieds-Bleus)
- Arthur (L'Héritage de Rantanplan)
- Artichoke Jim (L'Arche de Rantanplan)
- Ascot, sénateur (Chasse aux fantômes)
- Audie (La Corde du pendu et autres histoires)
- Auguste (Rodéo)
- Auguste (Lucky Luke contre Pinkerton)

### B
- Baby Sam (Calamity Jane)
- Babyface (La Ballade des Dalton et autres histoires)
- Bad Ticket (Le Juge)
- Baden-Powell, Robert (Le Klondike)
- Badmington, Harold Lucius (Le Pied-Tendre)
- Badmington, Richard (Le Pied-Tendre)
- Badmington, Waldo (Le Pied-Tendre)
- Ballast, Ted (Le Pony Express)
- Baltimore, Whittaker (Le Cavalier blanc)
- Bang (En remontant le Mississippi)
- Barack (Un cow-boy dans le coton)
- Barlett (La Légende de l'Ouest)
- Barnes, Mr. (Le Pony Express)
- Barnes, Mme. (Le Pony Express)
- Barney, juge (L'Empereur Smith)
- Barnum (Western Circus)
- Barrow, Ugly (La Caravane)
- Barrows, capitaine (En remontant le Mississippi)
- Bart (L'Artiste-peintre)
- Bart le Sanguinaire (Chasseur de primes)
- Bartholdi, Auguste (Un cow-boy à Paris)
- Bavard (Le Juge)
- Beaver Kid (Le Ranch maudit)
- Beale, Edward Fitzgerald (Le Fil qui chante)
- Bean, Roy (Le Juge)
- Beasty Blubber (Ruée sur l'Oklahoma)
- Beecher Stowe, Harriet (L'Homme de Washington)
- Béjot, A. (Un cow-boy à Paris)
- Belden, Percival (Sous le ciel de l'Ouest)
- Belle (Dalton City)
- Belle Starr (Les Dalton se rachètent)
- Bellesource, frères (Les Dalton dans le blizzard)
- Belly, Casus (Le Juge)
- Belly, Josh (Billy the Kid)
- Belt, Elliot (Chasseur de primes)
- Ben Effis, Hakim (Un Cheik au Far West)
- Benjamin (Le Pony Express)
- Benny (Lucky Luke contre Pinkerton)
- Benson, caporal (Western Circus)
- Bergh, Henry (L'Arche de Rantanplan)
- Berjeaut, Évangeline (Un cow-boy dans le coton)
- Berjeaut, Mr. (Un cow-boy dans le coton)
- Berlin, Helmut (L'Homme de Washington)
- Bernardo (Tortillas pour les Dalton)
- Bernhardt, Sarah (Sarah Bernhardt)
- Bert (La Guérison des Dalton)
- Bert (La Ballade des Dalton et autres histoires)
- Bert (La Corde du pendu et autres histoires)
- Betting, Augustus (La Ballade des Dalton et autres histoires)
- Betty (Ma Dalton)
- Betty (Daisy Town)
- Big Belly (La Mine d'or de Dick Digger)
- Big Bill (Rodéo)
- Big Nose Kate (Calamity Jane)
- Big Nose Kate (O.K. Corral)
- Big Nose Kelly (La Corde du pendu et autres histoires)
- Biglard (La Corde au cou)
- Bill (La Fiancée de Lucky Luke)
- Bill #1 (Rodéo)
- Bill #2 (Rodéo)
- Bill (Sous le ciel de l'Ouest)
- Bill (Phil Defer)
- Bill (Les Collines noires)
- Bill (La Ballade des Dalton et autres histoires)
- Bill (Le Pony Express)
- Bill (L'Artiste-peintre)
- Bill Barbu (Rodéo)
- Bill Boney (Arizona)
- Bill le Tricheur (Lucky Luke contre Joss Jamon)
- Bill McCoy (Rodéo)
- Bill Poids Lourd (Rodéo)
- Bill The Paper (Chasseur de primes)
- Billy (Lucky Luke contre Pinkerton)
- Billy the Kid (Lucky Luke contre Joss Jamon)
- Bingle (À l'ombre des derricks)
- Bingley, Doc (À l'ombre des derricks)
- Bison Accroupi (Des rails sur la prairie)
- Bison Facétieux (La Corde du pendu et autres histoires)
- Bison Futé (Sarah Bernhardt)
- Bison Mutin (Le Pony Express)
- Bisteco (Canyon Apache)
- Blanchini, maître (Les Tontons Dalton)
- Black, D. (À l'ombre des derricks)
- Black, Phileas (Le Bandit manchot)
- Blanckett, Samuel (Le Daily Star)
- Blaston, Epzibah (7 histoires de Lucky Luke)
- Blaston, Will (7 histoires de Lucky Luke)
- Blaston, Willy (7 histoires de Lucky Luke)
- Black Bart (La Diligence)
- Blastwater, Leroy (7 histoires de Lucky Luke)
- Blimp, Dr. (Le 20e de cavalerie)
- Blossom, Adeline (Les Dalton à la noce)
- Blossom, Gertrude (Les Dalton à la noce)
- Blossom, Wurst (Les Dalton à la noce)
- Blowfish, Mme (La Ville fantôme)
- Bluemarket, Pasiphaë (Le Ranch maudit)
- Blunderer, Mr. (L'Amnésie des Dalton)
- Blunt, Barry (À l'ombre des derricks)
- Bragger, Aloysius (Les Rivaux de Painful Gulch)
- Bob (Les Dalton se rachètent)
- Bob (L'Alibi)
- Bob (Mac chez les Indiens)
- Bobby (Les Tontons Dalton)
- Bobonne (Des rails sur la prairie)
- Bobonne (Ruée sur l'Oklahoma)
- Bobonne (Les Dalton courent toujours)
- Bœuf Boiteux (Western Circus)
- Boiledhash, Willy (Le Pied-Tendre)
- Bolton, frères (Lucky Luke contre Pinkerton)
- Bombardier, Marie (La Belle Province)
- Bombardier, Mario (La Belle Province)
- Bone, Samuel T. (À l'ombre des derricks)
- Bones (Les Dalton à la noce)
- Bones, Mathias (La Ballade des Dalton et autres histoires)
- Bones, Meaty (Des barbelés sur la prairie)
- Bonney, M. Felix (Billy the Kid)
- Boulenkov, Fedor Mikhaïlovitch (Le Grand Duc)
- Boone, Daniel (Le Juge)
- Boss (Le Bandit manchot)
- Boston, Andrew (La Caravane)
- Bovary, Charles (Un cow-boy à Paris)
- Bovary, Emma (Un cow-boy à Paris)
- Bové, Joshua (La Belle Province)
- Bowler, Jeremiah (Le 20e de cavalerie)
- Bowles, Samuel (Le Daily Star)
- Boy (Un cow-boy dans le coton)
- Bradbury, capitaine (Belle Starr)
- Bradwell, Willard (Le Fil qui chante)
- Breadbasket, Lieutenant (Le 20ede cavalerie)
- Brelan d'As (La Ballade des Dalton et autres histoires)
- Bridges, sénateur (Le Pont sur le Mississipi)
- Bronco Bull (Dalton City)
- Brown, B. (Arizona)
- Brown, Mme. Karen (Les Dalton se rachètent)
- Bruss Li (La Corde du pendu et autres histoires)
- Brutépaisse (Les Dalton dans le blizzard)
- Bud (Des barbelés sur la prairie)
- Buck Flagdown (La Bataille du riz)
- Buffalo Bill (La Diligence)
- Bugman, Bud (La Ballade des Dalton et autres histoires)
- Bukowski (La Belle Province)
- Bulbous, Barnaby (L'Escorte)
- Bulbous, Mathias (L'Escorte)
- Bull Bullets (Les Collines noires)
- Bull's Eye Bill (L'Élixir du Docteur Doxey)
- Bullings (Le 20ede cavalerie)
- Bully, Hank (La Diligence)
- Bumblefling, Mme. (Le Grand Duc)
- Bundlofjoy, Darryl (Les Collines noires)
- Bunny (L'Arche de Rantanplan)
- Burdonck, Mme. (Chasse aux fantômes)
- Burke, John W. (La Légende de l'Ouest)
- Burley (Ma Dalton)
- Burroughs, général (Lucky Luke contre Pinkerton)
- Burroughs, Mr. (L'Empereur Smith)
- Buse Joviale (La Corde au cou)
- Buster (Ruée sur l'Oklahoma)
- Butler, Rhett (Le Cuisinier Français)
- Buttercup, Fenimore (Le Magot des Dalton)
- Butterfield (Le Ranch maudit)
- Butterfly, Samuel (L'Alibi)
- Byrde, Ovide (L'Arche de Rantanplan)
- Bystek, Lazlo (Canyon Apache)
- Bystek, Mme. (Canyon Apache)

### C
- Cactus Kid (Rodéo)
- Caille, Adolphe (Le Bandit manchot)
- Caille, Arthur (Le Bandit manchot)
- Caille, Mr. (Le Bandit manchot)
- Caille, Mme. (Le Bandit manchot)
- Calamity Jane (Lucky Luke contre Joss Jamon)
- Camby, Perry (L'Homme de Washington)
- Cards Devon (En remontant le Mississippi)
- Carey (Hors-la-loi)
- Carmack, G.W. (Le Klondike)
- Carott Kid (L'Arche de Rantanplan)
- Carpe Muette (En remontant le Mississippi)
- Carpett (L'Amnésie des Dalton)
- Carpett, Brad (La Belle Province)
- Carrot Top Carson (Phil Defer)
- Carson, Pat (Le Pony Express)
- Cartier, Jacques (La Belle Province)
- Casey, Cass (Des barbelés sur la prairie)
- Cavenaugh, Abestos C. (Les Cousins Dalton)
- Cavenaugh, Mme (Les Rivaux de Painful Gulch)
- Cavenaugh, Thomas (Les Rivaux de Painful Gulch)
- Cayman, Bat (Le Pont sur le Mississipi)
- Cayman, Dick (Le Pont sur le Mississipi)
- Céline, miss (La Belle Province)
- Chakowski, Chipie (Les Tontons Dalton)
- Chang li Foo (Les Dalton se rachètent)
- Chapeau Blanc (La Mine d'or de Dick Digger)
- Charbonneau, Toussaint (La Fiancée de Lucky Luke)
- Charley Chick (La Mine d'or de Dick Digger)
- Charly, prince (Un Cheik au Far West)
- Cherry, John (Lucky Luke contre Pinkerton)
- Chester, J.S. (L'Héritage de Rantanplan)
- Chester, Mr. #1 (L'Héritage de Rantanplan)
- Chester, Mr. #3 (L'Héritage de Rantanplan)
- Chester, Mr. #4 (L'Héritage de Rantanplan)
- Chesterblutch, sergent (La Corde au cou)
- Christopher (Belle Starr)
- Chien Enragé (La Caravane)
- Chien Jaune (Les Collines noires)
- Chien Rouge (Fingers)
- Chique, La (Le Juge)
- Chouette Venimeuse (L'Artiste-peintre)
- Chouniard (Sarah Bernhardt)
- Cigarette Caesar (Arizona)
- Cigarette John (Rodéo)
- Clanton, Billy (O.K. Corral)
- Clanton, Frank (O.K. Corral)
- Clanton, Ike (O.K. Corral)
- Clanton, Old (O.K. Corral)
- Claudia (L'Homme de Washington)
- Clara (Un cow-boy à Paris)
- Clara, Mlle. (L'Amnésie des Dalton)
- Clara Clameur (La Fiancée de Lucky Luke)
- Clem (Jesse James)
- Cliff, Charley (Le Pony Express)
- Clint (Ma Dalton)
- Clum (O.K. Corral)
- Clunan, Bill (Lucky Luke contre Pinkerton)
- Cochise (Canyon Apache)
- Cockerel, Terry (Les Tontons Dalton)
- Cody, Edson (Le Pony Express)
- Coffee Pot Jim (Rodéo)
- Coffin, John (L'Amnésie des Dalton)
- Collins, Thadeus (La Ballade des Dalton et autres histoires)
- Colorado Bill (La Ville fantôme)
- Congdon, C. M. (Hors-la-loi)
- Cornseed, Tacos (L'Arche de Rantanplan)
- Cowler, Gardner (Les Cousins Dalton)
- Coyote Fou (Le 20e de cavalerie)
- Coyote Will (Ruée sur l'Oklahoma)
- Coyotito (Canyon Apache)
- Crapeau Joyeux (Lucky Luke se marie!?)
- Crazy Buffalo (Le Ranch maudit)
- Crazy Dan (L'Artiste-peintre)
- Creighton, Edward (Le Fil qui chante)
- Crockett, Davy (Le Juge)
- Crotale Facétieux (L'Homme de Washington)
- Cucaracha, Pedro (Alerte aux Pieds-Bleus)
- Culliford (Ruée sur l'Oklahoma)
- Curly (Le Magot des Dalton)
- Curly (L'Artiste-peintre)
- Custer, général (L'Homme de Washington)
- Cynthia (Le Pony Express)
- Cynthia (Belle Starr)

### D
- Da Costa, Doug (Les Tontons Dalton)
- Dalton, Averell (Lucky Luke contre Joss Jamon)
- Dalton, Bill (Les Cousins Dalton)
- Dalton, Bob (Les Cousins Dalton)
- Dalton, Emmet (Les Cousins Dalton)
- Dalton, Grat (Les Cousins Dalton)
- Dalton, Henry (La Ballade des Dalton et autres histoires)
- Dalton, Jack (Lucky Luke contre Joss Jamon)
- Dalton, Jim (Lucky Luke contre Joss Jamon)
- Dalton, Joe (Lucky Luke contre Joss Jamon)
- Dalton, Junior (Les Tontons Dalton)
- Dalton, Ma (Ma Dalton)
- Dalton, Pa (Ma Dalton)
- Dalton, William (Lucky Luke contre Joss Jamon)
- Daisy (Belle Starr)
- Daniels, fille (L'Homme de Washington)
- Darling (Un cow-boy dans le coton)
- De Blyth (ou Deblyth), Mme. (Le Grand Duc)
- De Champlain, Samuel (La Belle Province)
- Defer, Phil (Phil Defer)
- Degan, Teddy (La Fiancée de Lucky Luke)
- Dent Creuse (La Caravane)
- Denver Miles (La Ville fantôme)
- Diamond Roberts (Les Dalton se rachètent)
- Digger, Dick (La Mine d'or de Dick Digger)
- Digger, Mme. (La Mine d'or de Dick Digger)
- Digger Stubble (La Diligence)
- Digger Thompson (Ruée sur l'Oklahoma)
- Directeur, Mr. le (Un cow-boy dans le coton)
- Dirty Tom (Rodéo)
- Doc (Jesse James)
- Doc Holliday (O.K. Corral)
- Dolores (Tortillas pour les Dalton)
- Doolin, Pete (L'Homme de Washington)
- Doyle, Mr. (Ma Dalton)
- Drake, colonel (À l'ombre des derricks)
- Dopey (Ruée sur l'Oklahoma)
- Double-Six (Le Bandit manchot)
- Doublelap, Ira (Les Collines noires)
- Doug (La Corde du pendu et autres histoires)
- Douglas (La Caravane)
- Douglas, Stephen A. (Lucky Luke contre Pinkerton)
- Doxey, Samuel (L'Élixir du Docteur Doxey)
- Dronley (Les Dalton se rachètent)
- Dunkle (Le Prophète)
- Durham, Loretta (Lucky Luke contre Pinkerton)

### E
- Eads, James (Le Pont sur le Mississipi)
- Earp, Jeremiah (O.K. Corral)
- Earp, Morgan (O.K. Corral)
- Earp, Virgil (O.K. Corral)
- Earp, Wyatt (Les Dalton se rachètent)
- East, James (L'Homme de Washington)
- Ecureuil Assoupi (Les Collines noires)
- Ed (Les Collines noires)
- Ed Flash (Lucky Luke contre Pinkerton)
- Eddy (Rodéo)
- Edna (7 histoires de Lucky Luke)
- Eiffel, Gustave (Un cow-boy à Paris)
- Einstein, Albert (La Terre promise)
- Einstein, Mme. (La Terre promise)
- Eleanor (Le Magot des Dalton)
- Elephant Rose (Le Cavalier blanc)
- Ellsworth, Clément (Le Ranch maudit)
- Elma (Lucky Luke se marie!?)
- Eloi (Ruée sur l'Oklahoma)
- Emily (La Corde du pendu et autres histoires)
- Emily (L'Artiste-peintre)
- Emma (Les Collines noires)
- Emma (Lucky Luke contre Pinkerton)
- Entrecote Harry (Des rails sur la prairie)
- Escudier, Antonin (Le Cuisinier Français)
- Espuelas, Emilio (Tortillas pour les Dalton)
- Etincelles (Des rails sur la prairie)
- Erwing, Erwin (Un Cheik au Far West)
- Explosion Harris (En remontant le Mississippi)

### F
- Fallings, Jeremiah (La Diligence)
- Fanny Cric (La Fiancée de Lucky Luke)
- Fat Bill (Rodéo)
- Fats, Williams (Ruée sur l'Oklahoma)
- Fatso Fats (L'Héritage de Rantanplan)
- Fawner, Mr. (Le Pont sur le Mississipi)
- Fatty Louis (Rodéo)
- Feller, Grubby (L'Escorte)
- Felps, Annabelle (Des barbelés sur la prairie)
- Felps, Vernon (Des barbelés sur la prairie)
- Fenton, Dean (Dalton City)
- Fenweek, John (Le Daily Star)
- Fenweek (Belle Starr)
- Fer à cheval (Lucky Luke contre Pat Poker)
- Ferdinand (Fingers)
- Fernando (Rodéo)
- Fernando (Sous le ciel de l'Ouest)
- Fiddlededee, W. (Le Daily Star)
- Field, caporal (La Corde au cou)
- Field, Stephen J. (Le Fil qui chante)
- Finch, Mme (Les Rivaux de Painful Gulch)
- Finch, Peter (Les Rivaux de Painful Gulch)
- Fingers, Gaston (Fingers)
- Finn, Huckleberry (Un cow-boy dans le coton)
- Fishstick, Emma (Le Bandit manchot)
- Fishstick, Jonathan (Le Bandit manchot)
- Flaherty, Jim (7 histoires de Lucky Luke)
- Flaherty, Jimmy (7 histoires de Lucky Luke)
- Flaherty, Laura (7 histoires de Lucky Luke)
- Flaherty, Sarah (7 histoires de Lucky Luke)
- Flaherty, époux (Un cow-boy dans le coton)
- Flanagan, Cornelius (Chasseur de primes)
- Flanders (Un cow-boy à Paris)
- Flash Bingo (Ruée sur l'Oklahoma)
- Flatch, William (L'Empereur Smith)
- Flatshoe, Nathaniel (Marcel Dalton)
- Flatshoe, W. (7 histoires de Lucky Luke)
- Flatshow, Mr. (Ma Dalton)
- Flaxhair, Robert (7 histoires de Lucky Luke)
- Flèche Qui Tue (Fingers)
- Fletcher, Sam (Dalton City)
- Fleur des Prairies (La Corde au cou)
- Flimsy, Annabella (La Diligence)
- Flimsy, Oliver (La Diligence)
- Flints, Mr. (Canyon Apache)
- Float, Barnaby (Le Cavalier blanc)
- Flood, Derek (Le 20e de cavalerie)
- Fô Chong (Les Tontons Dalton)
- Forrest, Nathan B. (Un cow-boy dans le coton)
- Fortworth, Bronco (Chasseur de primes)
- Fortworth, Thelma (Chasseur de primes)
- Framboise, Jules (Western Circus)
- François Ier (La Belle Province)
- Frank (Rodéo)
- Frank (Les Collines noires)
- Frank (Le Cavalier blanc)
- Frankenbaum, Gustav (Les Collines noires)
- Fred (Le Cavalier blanc)
- Fred (Un Cheik au Far West)
- Freddy (L'Homme de Washington)
- Frenchy (Le Klondike)
- Frère Miportion #1 (Rodéo)
- Frère Miportion #2 (Rodéo)
- Fry, Johnny (Le Pony Express)
- Foxy Sparrow (Ruée sur l'Oklahoma)
- Fraser, J. (À l'ombre des derricks)
- Freud, Mme. (La Guérison des Dalton)
- Freud, Siggy (La Guérison des Dalton)

### G
- Gainsborough, Robert (Calamity Jane)
- Gambaro, frères (Cavalier seul)
- Gamble, James (Le Fil qui chante)
- Gates, colonel (L'Empereur Smith)
- Gauthier, Jean-Pierre (La Belle Province)
- Geenoveeve (L'Évasion des Dalton)
- George (Les Dalton se rachètent)
- George (ou Georges) (Le Pied-Tendre)
- George (7 histoires de Lucky Luke)
- George (Le Cavalier blanc)
- George (L'Empereur Smith)
- Geronimo (Canyon Apache)
- Gillepsie, Mme. (Le Pony Express)
- Gilles (La Belle Province)
- Gin, Artémius (L'Homme de Washington)
- Gladys (Calamity Jane)
- Gladys (Le Bandit manchot)
- Glennroy, Mme. (Un cow-boy dans le coton)
- Glennroy, Trevor (Un cow-boy dans le coton)
- Glouton, Emily (À l'ombre des derricks)
- Glouton, Rob E. (À l'ombre des derricks)
- Goldsky, Mr. (Alerte aux Pieds-Bleus)
- Goliath (La Terre promise)
- Gomino (Calamity Jane)
- Gonzalez (Ruée sur l'Oklahoma)
- Gonzalez, capitano (Canyon Apache)
- Gonzalez, P. (Arizona)
- Goodpriest, Abel (L'Homme de Washington)
- Graciella (Des barbelés sur la prairie)
- Grand-Père (La Ballade des Dalton et autres histoires)
- Grant, Ulysses S. (Le Pont sur le Mississipi)
- Gras Serpent (Les Collines noires)
- Grasshoper (Le Magot des Dalton)
- Grave, Nefarious (L'Escorte)
- Greely, cousin (Le Daily Star)
- Greely, Horace P. (Le Daily Star)
- Greely, Mr. (Le Daily Star)
- Greg, Julius (L'Alibi)
- Grimpel, Bartholomew Herbert (Belle Starr)
- Grimpel, Pat (Belle Starr)
- Grindstone, Jerry (Alerte aux Pieds-Bleus)
- Grizlee, Horacio (Le Cuisinier Français)
- Groovy, juge (La Ballade des Dalton et autres histoires)
- Gros Pat (Les Dalton dans le blizzard)
- Gros Pif (Lucky Luke se marie!?)
- Grospierre (Les Dalton dans le blizzard)
- Grosse Bertha (L'Homme de Washington)
- Grosthomas (Les Dalton dans le blizzard)
- Grostas (Les Dalton dans le blizzard)
- Gurgle, Simeon (Les Collines noires)
- Gussie (La Ville fantôme)

### H
- Habbakuk (Le Magot des Dalton)
- Hamel, Beach (Le Cuisinier français)
- Hamilton, Ashley (Un cow-boy dans le coton)
- Hampchester, 18e Comte de (Le Pied-Tendre)
- Handy Harry (La Mine d'or de Dick Digger)
- Hank (La Corde au cou)
- Happy Joyfull (Ruée sur l'Oklahoma)
- Hard Top (Chasseur de primes)
- Harry (La Bataille du riz)
- Harry le Rat (Fingers)
- Harvey (Un cow-boy à Paris)
- Hay, Grat (L'Amnésie des Dalton)
- Hayden, Scott (L'Homme de Washington)
- Hayes, Lucy (Sarah Bernhardt)
- Hayes, Rutherford B. (Sarah Bernhardt)
- Hazzlit (La Corde du pendu et autres histoires)
- Hector (Lucky Luke contre Joss Jamon)
- Hector (Mac chez les Indiens)
- Hemick, Paul (L'Homme de Washington)
- Henry (Fingers)
- Hepzibah (Des barbelés sur la prairie)
- Hérisson Qui Chante au Clair de Lune (La Mine d'or de Dick Digger)
- Hertz (La Corde du pendu et autres histoires)
- Hiawatha (L'Artiste-peintre)
- Hickok, Wild Bill (Calamity Jane)
- Hirondelle Gazouillante (Lucky Luke se marie!?)
- Hogan, J.P. (Le Juge)
- Homme-Médecine (Fingers)
- Honeybee, Lieutenant (Le 20e de cavalerie)
- Honeysuckle, Marvey (La Ballade des Dalton et autres histoires)
- Hoof, Dr. (Le Grand Duc)
- Hoof, Herbert (Le Pied-Tendre)
- Hoofhorn, Dr. (Ma Dalton)
- Hugo (Le Klondike)
- Hugo, Victor (Un cow-boy à Paris)
- Humphrey (Des barbelés sur la prairie)
- Humphrey (L'Artiste-peintre)
- Hutchinson, Burt (O.K. Corral)

### I
- Imelda (Le Pony Express)
- Irma, Mme. (Le Ranch maudit)
- Iron Head (Lucky Luke contre Pinkerton)

### J
- Jacinto (Le Juge)
- Jack (Le Daily Star)
- Jack Black (Lucky Luke contre Pinkerton)
- Jack le Muscle (Lucky Luke contre Joss Jamon)
- Jackson (Le Grand Duc)
- Jackson (Chasse aux fantômes)
- Jackson, Moïse (La Terre promise)
- Jackson, Mr. (Belle Starr)
- Jacob, rabbi (La Terre promise)
- James (Ruée sur l'Oklahoma)
- James (La Belle Province)
- James, Frank (Jesse James)
- James, Jesse (Jesse James)
- James, Maman (Jesse James)
- James le Sourd (Rodéo)
- Jamon, Joss (Lucky Luke contre Joss Jamon)
- Jarrett, Mr. (Sarah Bernhardt)
- Jarvis (Le Bandit manchot)
- Jasper (À l'ombre des derricks)
- Jasper (Le Pied-Tendre)
- Jasper (Belle Starr)
- Jasper (Marcel Dalton)
- Jérémie (L'Alibi)
- Jersey Bill (Chasseur de primes)
- Jesse (La Conquête du Goût)
- Jigs, Sam (À l'ombre des derricks)
- Jim (Rodéo)
- Jim (Le Grand Duc)
- Jim (La Guérison des Dalton)
- Jim (Lucky Luke contre Pinkerton)
- Jim (La Conquête du Goût)
- Jim Knockfire (Lucky Luke contre Pinkerton)
- Jim le Barbu (Le Cavalier blanc)
- Jingle, Louella (7 histoires de Lucky Luke)
- Joe (Rodéo)
- Joe (Phil Defer)
- Joe (Le Juge)
- Joe (Ruée sur l'Oklahoma)
- Joe (En remontant le Mississippi)
- Joe (À l'ombre des derricks)
- Joe (Les Collines noires)
- Joe (La Ville fantôme)
- Joe (Le Fil qui chante)
- Joe #1 (Le Bandit manchot)
- Joe #2 (Le Bandit manchot)
- Joe (La Corde du pendu et autres histoires)
- Joe (Lucky Luke se marie!?)
- John #1 (La Belle Province)
- John #2 (La Belle Province)
- John (La Corde au cou)
- John (Lucky Luke contre Pinkerton)
- John Junior, Gisela (L'Alibi)
- John Junior, Jérémi, Jonathan, Josapha (L'Alibi)
- Joe le Peau-Rouge (Lucky Luke contre Joss Jamon)
- Joe le Philanthrope (ou La Gâchette) (Sous le ciel de l'Ouest)
- John Little Feather (L'Alibi)
- John Moustache (Rodéo)
- Johnny (7 histoires de Lucky Luke)
- Johnson, Andrew (L'Homme de Washington)
- Jones (Lucky Luke contre Joss Jamon)
- Jones (Les Cousins Dalton)
- Jones (Ruée sur l'Oklahoma)
- Jones (À l'ombre des derricks)
- Jones (Billy the Kid)
- Jones (Lucky Luke contre Pat Poker)
- Jones (Cavalier seul)
- Jones, Bill (Lucky Luke contre Pat Poker)
- Jones, Mr. (L'Empereur Smith)
- Jones, Mr. (Daisy Town)
- Jones, Mme. (L'Empereur Smith)
- Jones #1 (L'Héritage de Rantanplan)
- Jones #2 (L'Héritage de Rantanplan)
- Jones, Fletcher (Jesse James)
- Jones, Franck (Les Dalton dans le blizzard)
- Jones, Jim (Les Dalton dans le blizzard)
- Jones, Louis (Les Dalton dans le blizzard)
- Jones, Robert (Les Dalton dans le blizzard)
- Jones, shérif (Lucky Luke contre Pat Poker)
- Jones, Soufflerie (La Caravane)
- Jones, Speed (Ruée sur l'Oklahoma)
- Jonesy (La Caravane)
- Joplin, Scott (L'Homme de Washington)
- Josh (La Corde du pendu et autres histoires)
- Jupiter (L'Alibi)

### K
- Kathy la Rousse (Le Pony Express)
- Keaton, Doug (O.K. Corral)
- Kid Bullett (Ruée sur l'Oklahoma)
- Kid Poison (7 histoires de Lucky Luke)
- Killer Kelly (Sous le ciel de l'Ouest)
- Killer Kelly (La Fiancée de Lucky Luke)
- Killer Malloy (Mac chez les Indiens)
- Killer McGee (Chasseur de primes)
- Kilroy, Zip (Western Circus)
- Kirk (Billy the Kid)
- Kirk (La Corde au cou)
- Klonc, Anvil (Les Dalton dans le blizzard)
- Kowalski (La Guérison des Dalton)
- Kragelsohn, Jezabel (Le Prophète)
- Kragelsohn, Rachel (Le Prophète)
- Kragelsohn, Rebecca (Le Prophète)
- Kragelsohn, révérend (Le Prophète)
- Kragelsohn, Ruth (Le Prophète)
- Krapotchnik (Le Magot des Dalton)

### L
- L'Anaconda (Marcel Dalton)
- L'Aspic (Marcel Dalton)
- La Vipère (Marcel Dalton)
- Lafontaine (La Belle Province)
- Lai Yong Liou (L'Héritage de Rantanplan)
- Lajeun, P. (Un cow-boy à Paris)
- Langtry, Lily (Le Juge)
- Lantyer, Jack (L'Homme de Washington)
- Lapin Agile (La Corde du pendu et autres histoires)
- Largeroute (Les Dalton dans le blizzard)
- Lassueur, Ben (La Légende de l'Ouest)
- Lawrence (Un cow-boy dans le coton)
- Le Boa (Marcel Dalton)
- Le Breton (La Belle Province)
- Le Cobra (Marcel Dalton)
- Le Crotale (Marcel Dalton)
- Le Galeux (Rodéo)
- Le Naja (Marcel Dalton)
- Le Python (Marcel Dalton)
- Le Serpent à Sonnette (Marcel Dalton)
- Leclerc (La Belle Province)
- Lee, Chris (Le Ranch maudit)
- Lee, Robert (Le Magot des Dalton)
- Lefty (Phil Defer)
- Legs, Laura (Le Grand Duc)
- Lemieu, Léon (La Belle Province)
- Leonide, Grand Duc (Le Grand Duc)
- Leslie (Un cow-boy dans le coton)
- Levi, cousin (La Terre promise)
- Levystrauss, Bernard Henry (La Belle Province)
- Liberty Sam (Un cow-boy à Paris)
- Li-Chi (La Corde du pendu et autres histoires)
- Lifang Cho (Lucky Luke contre Pinkerton)
- Lili Winchester (Lucky Luke contre Pinkerton)
- Linda (Dalton City)
- Lincoln, Abraham (Le Fil qui chante)
- Lincoln, Mary (Le Fil qui chante)
- Lindberg (La Belle Province)
- Linen, sherif (L'Empereur Smith)
- Ling (Hors-la-loi)
- Ling-Foo (Lucky Luke contre Pinkerton)
- Lipton, T. (Marcel Dalton)
- Little Fish Knife (Chasseur de primes)
- Littletown, miss (La Caravane)
- Livingstone, David (Sarah Bernhardt)
- Livingstone, capitaine (La Belle Province)
- Livstock, Mr. (L'Héritage de Rantanplan)
- Liz (La Corde au cou)
- Lloyd, Jefferson (Le Pied-Tendre)
- Locker, Abraham E. (Un cow-boy à Paris)
- Loempia (La Corde du pendu et autres histoires)
- Lola (Le Pony Express)
- Lola (Le Cuisinier Français)
- London, Jack (Le Klondike)
- Londres, Albert (Le Daily Star)
- Long Joe (Rodéo)
- Longhorn, John (La Ballade des Dalton et autres histoires)
- Louie (Les Dalton se rachètent)
- Louie (7 histoires de Lucky Luke)
- Loulou (Le Cuisinier Français)
- Loving Gloria (La Corde au cou)
- Lowriver, capitaine (En remontant le Mississippi)
- Lucie, tante (Sarah Bernhardt)
- Lucius (Western Circus)
- Lucky Juice (L’arnaque)
- Luis (Arizona)
- Lulu Belle (Un cow-boy à Paris)
- Lulu Carabine (Dalton City)
- Lusty, Francis (Le Cavalier blanc)
- Lyndon (L'Escorte)
- Lynch, Albert (L'Amnésie des Dalton)
- Lynch, juge (La Corde du pendu et autres histoires)
- Lynx Affamé (L'Arche de Rantanplan)

### M
- Mac Allister (Le Ranch maudit)
- Mac Bride (Belle Starr)
- Mac Donald (Mac chez les Indiens)
- Mac Habann, Dean (La Belle Province)
- MacToole, Curly (Les Rivaux de Painful Gulch)
- MacStraggle, colonel (Le 20e de cavalerie)
- MacStraggle, Grover (Le 20e de cavalerie)
- Mad Jim (La Mine d'or de Dick Digger)
- Madame Moustache (Calamity Jane)
- Madoff, Mr. (La Terre promise)
- Mae (Jesse James)
- Magda (La Fiancée de Lucky Luke)
- Mahalia (Le Pont sur le Mississipi)
- Maledon, George (Belle Starr)
- Malone, Franck (La Caravane)
- Malloy, Bert (L'Escorte)
- March, Dr. (La Corde au cou)
- Marmotte Paresseuse (La Caravane)
- Marshall, Arthur (L'Homme de Washington)
- Marshmallow, Omer (La Bataille du riz)
- Martha (Ma Dalton)
- Martha (La Fiancée de Lucky Luke)
- Martha (Mac chez les Indiens)
- Martha (Un Cheik au Far West)
- Martin (Ruée sur l'Oklahoma)
- Martin (À l'ombre des derricks)
- Martinez (Jesse James)
- Martins, Zacharie (La Caravane)
- Martinez (Les Rivaux de Painful Gulch)
- Mary (Calamity Jane)
- Mary-Sue (Mac chez les Indiens)
- Master, Jim (Les Tontons Dalton)
- Maxter, colonel (Le Grand Duc)
- McBride, Fils (Le Magot des Dalton)
- McBride, Père (Le Magot des Dalton)
- Mc Clang (Lucky Luke contre Pat Poker)
- Mc Donald, Angus (Les Dalton se rachètent)
- McGuire (Sous le ciel de l'Ouest)
- Mc Guire, Gussie (Calamity Jane)
- Mc Kearney, sénateur (Lucky Luke contre Pinkerton)
- Mc Murray (Cavalier seul)
- Meat, Rick (L'Arche de Rantanplan)
- Mélanie (Chasse aux fantômes)
- Mérou, capitaine (Lucky Luke se marie!?)
- Mestizo (La Mine d'or de Dick Digger)
- Michael (L'Homme de Washington)
- Michelangelo Junior (Le Ranch maudit)
- Microbe (Hors-la-loi)
- Mike (L'Alibi)
- Mildred (Un cow-boy dans le coton)
- Milkpot, Mme. (La Guérison des Dalton)
- Milton (7 histoires de Lucky Luke)
- Milton, Joe (Dalton City)
- Minceruisseau (Les Dalton dans le blizzard)
- Ming Li Foo (Le 20e de cavalerie)
- Ming Li Foo (La Bataille du riz)
- Ming Li Fou (Belle Starr)
- Ming U Foo (La Ballade des Dalton et autres histoires)
- Misbeliever, Asbestos (La Corde du pendu et autres histoires)
- Moïse (Un cow-boy dans le coton)
- Mollet de Coq (Les Dalton dans le blizzard)
- Moonley, Allister (Lucky Luke contre Pinkerton)
- Morgan (La Guérison des Dalton)
- Morgan, Buck (La Ballade des Dalton et autres histoires)
- Morgan, Zeb (La Ballade des Dalton et autres histoires)
- Morrisson, Abraham (La Légende de l'Ouest)
- Mouche à Bière (Hors-la-loi)
- Mulligan, Daphné (Western Circus)
- Mulligan, Erasmus (Western Circus)
- Mulligan, Vanessa (Western Circus)
- Murdock (7 histoires de Lucky Luke)
- Murphy, Chops (Des barbelés sur la prairie)
- Mustard, général (L'Évasion des Dalton)

### N
- Nanny (La Légende de l'Ouest)
- Nebraska Kid (Les Collines noires)
- Ned (En remontant le Mississippi)
- Ned (La Terre promise)
- Ned (L'Arche de Rantanplan)
- Nelson, shérif (Lucky Luke contre Pat Poker)
- Ness, Eliot (Lucky Luke contre Pinkerton)
- Nestor (La Belle Province)
- Newton (La Belle Province)
- Nez-Crochu (Lucky Luke se marie!?)
- Notaire (Un cow-boy dans le coton)
- Nuage Bleu (L'Artiste-peintre)

### O
- Oakleaf, Mr. (La Diligence)
- Oakley, Annie (La Légende de l'Ouest)
- O'Bama (Les Tontons Dalton)
- O'Brien (L'Arche de Rantanplan)
- O'Brien, Mme. (La Bataille du riz)
- O'Brien, Mr. (La Bataille du riz)
- O'Callagan, H. (Le Daily Star)
- O'Connor, Tom (La Ballade des Dalton et autres histoires)
- O'Dwyer, sergent (Canyon Apache)
- O'Flanagan, Sean (La Bataille du riz)
- O'Flanagan, sergent (Canyon Apache)
- O'Goonan, Patrick (La Caravane)
- O'Hara (Phil Defer)
- O'Hara, Josuah (Les Rivaux de Painful Gulch)
- O'Hara, Mammy (Les Rivaux de Painful Gulch)
- O'Hara, Nathaniel (Les Rivaux de Painful Gulch)
- O'Hara, Scarlett (Les Tontons Dalton)
- O'Hara, sergent (Canyon Apache)
- O'Hara, Pappy (Les Rivaux de Painful Gulch)
- O'Hara, Zacharias (Les Rivaux de Painful Gulch)
- O'Higgins alias Manggiafazzula (Les Rivaux de Painful Gulch)
- O'Joyce, Jonas (Les Dalton se rachètent)
- O'Malley, sergent (Canyon Apache)
- O'Nollan, colonel (Canyon Apache)
- O'Sullivan (Phil Defer)
- O'Sullivan , Jenny (La Fiancée de Lucky Luke)
- O'Timmins, Bigelow (Les Rivaux de Painful Gulch)
- O'Timmins, Bobonne (Les Rivaux de Painful Gulch)
- O'Timmins, Montgomery (Les Rivaux de Painful Gulch)
- O'Timmins, Old Timer (Les Rivaux de Painful Gulch)
- O'Timmins-O'Hara, Aloysius (Les Rivaux de Painful Gulch)
- Odger, Horace (La Fiancée de Lucky Luke)
- Œil de Bœuf (Alerte aux Pieds-Bleus)
- Œil de Faucon (Alerte aux Pieds-Bleus)
- Œil de Faucon (Fingers)
- Œil de Mulot (Un Cheik au Far West)
- Œil de Taupe (Les Dalton dans le blizzard)
- Œil de Vautour (Sarah Bernhardt)
- Old Lead (Billy the Kid)
- Old Timer (Ruée sur l'Oklahoma)
- Old Timer (La Ville fantôme)
- Old Timer (Western Circus)
- Old Timer (Le Ranch maudit)
- Old Timer (L'Amnésie des Dalton)
- Old Timer Bill (Lucky Luke contre Pinkerton)
- One Eye Bill (Lucky Luke contre Pat Poker)
- One Eye Jim (Sous le ciel de l'Ouest)
- Ophélie (Le Cavalier blanc)
- Oprah (Un cow-boy dans le coton)
- Ours Assoiffé (Alerte aux Pieds-Bleus)
- Oswald (La Corde du pendu et autres histoires)
- Oyster, August (Calamity Jane)
- Owen (Le Magot des Dalton)
- Oxford Bill (Tortillas pour les Dalton)

### P
- P. Six (La Belle Province)
- Paco (Tortillas pour les Dalton)
- Paddy (Le Klondike)
- Palin, Sam (L'Homme de Washington)
- Pamela Podium (Sarah Bernhardt)
- Panchito (Les Dalton dans le blizzard)
- Pancho (La Ville fantôme)
- Pancho (La Ballade des Dalton et autres histoires)
- Papy (Un cow-boy dans le coton)
- Parker, Isaac (Belle Starr)
- Parker, Samuel (Les Dalton à la noce)
- Passoire (Phil Defer)
- Pat Poker (Lucky Luke contre Pat Poker)
- Patronimo (Canyon Apache)
- Paulo (Les Tontons Dalton)
- Pear, William (L'Homme de Washington)
- Peau de Chamois (Alerte aux Pieds-Bleus)
- Pedrito (La Caravane)
- Pedro (La Mine d'or de Dick Digger)
- Pedro (Phil Defer)
- Pedro (Les Dalton courent toujours)
- Pedro #1 (Tortillas pour les Dalton)
- Pedro #2 (Tortillas pour les Dalton)
- Pedro Joli Chinois (Sous le ciel de l'Ouest)
- Peeters (Les Rivaux de Painful Gulch)
- Pekinpah, Sam (Marcel Dalton)
- Penbig, Dan (Lucky Luke contre Pinkerton)
- Pendergast, Winston, caporal (Les Dalton dans le blizzard)
- Pepe (Ruée sur l'Oklahoma)
- Pepe (Sur la piste des Dalton)
- Pepe (Les Dalton courent toujours)
- Pepe (Tortillas pour les Dalton)
- Pepe (Chasse aux fantômes)
- Père Turcotte (La Belle Province)
- Perico (Tortillas pour les Dalton)
- Perle (Dalton City)
- Pete l'Indécis (Lucky Luke contre Joss Jamon)
- Peters, Bobonne (La Caravane)
- Peters, M. (La Caravane)
- Petit-Castor (Lucky Luke se marie!?)
- Petit Coyote (Kid Lucky)
- Petit Joe (Lucky Luke contre Joss Jamon)
- Petit Roquet (Les Collines noires)
- Petitsentier (Les Dalton dans le blizzard)
- Petit Taureau Nerveux (Billy the Kid)
- Petite Loutre (Un Cheik au Far West)
- Petite Lune (La Fiancée de Lucky Luke)
- Petite Lune (La Corde au cou)
- Petronillo (Les Dalton se rachètent)
- Phil (La Diligence)
- Phil Oste (La Belle Province)
- Phineas (La Caravane)
- Pickhandle Nan (Calamity Jane)
- Pied de Serpent (Western Circus)
- Pierre, M. (La Caravane)
- Pilar Prieto Y Emeterio, Maria (Tortillas pour les Dalton)
- Pilule (Phil Defer)
- Pinball, Sam (Le Bandit manchot)
- Pinkerton, Allan (Lucky Luke contre Pinkerton)
- Pinkerton, Joan (Lucky Luke contre Pinkerton)
- Pinkwater, Constance (Un cow-boy dans le coton)
- Pinkwater, Socrate (Un cow-boy dans le coton)
- Pistol, Joe #2 (Rodéo)
- Pistol, Joe (Rodéo)
- Pistol (frère 2) (Rodéo)
- Pistol, Pete (En remontant le Mississippi)
- Plankett, Ned (L'Arche de Rantanplan)
- Plume de Serpent (La Ballade des Dalton et autres histoires)
- Plunk, Geronimus Caesar (La Légende de l'Ouest)
- Plymouth, Ernst (Lucky Luke contre Pinkerton)
- Poker Alice (Calamity Jane)
- Poindexter, juge (Le Magot des Dalton)
- Poireau Agile (L'Arche de Rantanplan)
- Poison Pete (La Ballade des Dalton et autres histoires)
- Pompero, Peron (L'Alibi)
- Pomponnetta (L'Alibi)
- Pots (Le Fil qui chante)
- Pou Disgracieux (Des barbelés sur la prairie)
- Pou-Tinh (La Belle Province)
- Powell (La Ville fantôme)
- Pretty Boy Roy (Phil Defer)
- Priscilla (Le Fil qui chante)
- Prieto Y Zuloaga Y Padilla, Doroteo (Tortillas pour les Dalton)
- Prudhomme, Sully (Sarah Bernhardt)
- Pruneau Amer (L'Arche de Rantanplan)
- Puissant Moucheron (Lucky Luke se marie!?)
- Puma Féroce (L'Arche de Rantanplan)
- Pushpull, Claude (La Diligence)
- Pulitzer, Joseph (Un cow-boy à Paris)
- Puma Malin (Belle Starr)

### Q
- Quarterhouse, fille (Un cow-boy dans le coton)
- Quarterhouse, Melania (Un cow-boy dans le coton)
- Quarterhouse, Quincy (Un cow-boy dans le coton)
- Quatrebornes (Les Dalton dans le blizzard)
- Quinlan, Mr. (Cavalier seul)
- Quinoa Bob (L'Arche de Rantanplan)

### R
- Ramirez (La Belle Province)
- Ramirez, Ramiro (L'Alibi)
- Rantanplan (Sur la piste des Dalton)
- Raoul (Les Tontons Dalton)
- Rattlesnake Joe (Western Circus)
- Rawler, Sinclair (La Diligence)
- Rawson (7 histoires de Lucky Luke)
- Rawson, Foster (Billy the Kid)
- Rawson, Sarah (Billy the Kid)
- Raymond (Un cow-boy à Paris)
- Rebmann (L'Arche de Rantanplan)
- Ready, Jack (Le Pied-Tendre)
- Red Beard, Yvan (Les Cousins Dalton)
- Red Buff (Nitroglycérine)
- Reeves, Bass (Un cow-boy dans le coton)
- Remington, Frederic (L'Artiste-peintre)
- Renard à Deux Plumes (Le 20e de cavalerie)
- Revolting Williams (Ruée sur l'Oklahoma)
- Rex (Lucky Luke contre Joss Jamon)
- Rimbaud, Arthur (Un cow-boy à Paris)
- Ritchie, Buck (L'Empereur Smith)
- Robert (La Belle Province)
- Robert (L'Homme de Washington)
- Roberts, Jean L. (L'Alibi)
- Robinson, Mr. (Le Pony Express)
- Rocherluisant(Les Dalton dans le blizzard)
- Rockwell (Ruée sur l'Oklahoma)
- Rocky (La Ballade des Dalton et autres histoires)
- Rodger, Mr. (La Légende de l'Ouest)
- Rodgers, Red (Le Fil qui chante)
- Rodriguez (Le Pied-Tendre)
- Rodriguez (Canyon Apache)
- Rodriguez (La Guérison des Dalton)
- Rosita (Sous le ciel de l'Ouest)
- Rossi, Nini (Lucky Luke se marie!?)
- Rousseau, Mme. (La Belle Province)
- Rowdy Kate (Calamity Jane)
- Rowlings, Roasty (Des barbelés sur la prairie)
- Roy (Le Prophète)
- Roy (Lucky Luke se marie!?)
- Rozon, G. (La Belle Province)
- Rufus (Le Magot des Dalton)
- Russell, William H. (Le Pony Express)

### S
- Sachem, Mr. (L'Alibi)
- Sadiquito (Le Ranch maudit)
- Salomon, juge (Les Dalton à la noce)
- Sam (Le Juge)
- Sam (En remontant le Mississippi)
- Sam (Billy the Kid)
- Sam (Les Collines noires)
- Sam (La Caravane)
- Sam (Les Dalton se rachètent)
- Sam (Des barbelés sur la prairie)
- Sam (Ma Dalton)
- Sam (Chasseur de primes)
- Sam (La Guérison des Dalton)
- Sam (Le Fil qui chante)
- Sam (Lucky Luke contre Pinkerton)
- Sam l'Indien (Le Pied-Tendre)
- Sam le fermier (Lucky Luke contre Joss Jamon)
- Sam le Sanguinaire (La Guérison des Dalton)
- Sam le Tricheur (La Ballade des Dalton et autres histoires)
- Samuels, Sam (7 histoires de Lucky Luke)
- Sandy (Jesse James)
- Sarah (La Ville fantôme)
- Scarlett (Le Cuisinier français)
- Schpires, Britney (Ma Dalton)
- Schultz, Mr. (Ma Dalton)
- Schwab, miss (L'Arche de Rantanplan)
- Scipion (Le Cuisinier Français)
- Scraggy (L'Élixir du Docteur Doxey)
- Senécal, Louis-Adélard (La Belle Province)
- Sénateur (Chasse aux fantômes)
- Serpent Gras (Le 20e de cavalerie)
- Serpent à Plumes (Marcel Dalton)
- Serpent-à-Sornettes (Mac chez les Indiens)
- Sherman, général (Un cow-boy dans le coton)
- Shoebrand, Samuel (Le Fil qui chante)
- Shrinkhead, Dr. (La Ballade des Dalton et autres histoires)
- Sibley, Hiram (Le Fil qui chante)
- Sidney (Sarah Bernhardt)
- Silks, Mattie (Le Klondike)
- Silverlake, époux (Un cow-boy dans le coton)
- Silvester (L'Alibi)
- Simonovitch, Lev (La Terre promise)
- Sitting Bull (La Légende de l'Ouest)
- Sixfeetunder, juge (La Corde au cou)
- Skeleton (Cavalier seul)
- Skips, Wally (La Bataille du riz)
- Slats Slippery Nelson (Sous le ciel de l'Ouest)
- Slim (Hors-la-loi)
- Slim (Phil Defer)
- Slim (Le Daily Star)
- Slim (L'Amnésie des Dalton)
- Slimey, Bill (Le Cavalier blanc)
- Small Face (Chasseur de primes)
- Smallpox, Kevin (Marcel Dalton)
- Smiley (Sous le ciel de l'Ouest)
- Smiley (La Légende de l'Ouest)
- Smith (Lucky Luke contre Joss Jamon)
- Smith (Ruée sur l'Oklahoma)
- Smith (À l'ombre des derricks)
- Smith (Les Rivaux de Painful Gulch)
- Smith (Sarah Bernhardt)
- Smith, Aldous (La Ballade des Dalton et autres histoires)
- Smith, Bill (Lucky Luke contre Pat Poker)
- Smith, Billy (À l'ombre des derricks)
- Smith, Cosmo (Jesse James)
- Smith, Dean (L'Empereur Smith)
- Smith, gardien (Le Prophète)
- Smith, J. (Hors-la-loi)
- Smith, John (Ruée sur l'Oklahoma)
- Smith, Honnête (Des rails sur la prairie)
- Smith, Mark (Le Pony Express)
- Smith, Mme (Les Rivaux de Painful Gulch)
- Smith, Mr. (Le Juge)
- Smith, Mr. (Canyon Apache)
- Smith, Roy (Le Pont sur le Mississipi)
- Smitty (Ruée sur l'Oklahoma)
- Smoky Bill (Le Klondike)
- Soapy Smith (Le Klondike)
- Sockett, Juge (Western Circus)
- Sounds, Flicker (Les Rivaux de Painful Gulch)
- Sparks (Dalton City)
- Sparks (Le Fil qui chante)
- Sparrow, Bill (Alerte aux Pieds-Bleus)
- Spinks, gardien (Le Prophète)
- Spring, Jerry (Les Dalton se rachètent)
- Squaw (Le 20e de cavalerie)
- Stanley, Henry Morton (Le Daily Star)
- Stern, Hanna (La Terre promise)
- Stern, Jacob (La Terre promise)
- Stern, Moïshé (La Terre promise)
- Stern, Rachel (La Terre promise)
- Stern, Yankel (La Terre promise)
- Steve (La Ville fantôme)
- Steve (L'Escorte)
- Stevens, sergent (Le Pont sur le Mississipi)
- Stewart (Des barbelés sur la prairie)
- Stone, William (La Corde du pendu et autres histoires)
- Stormwind (ou Storwind), Orwell (Les Collines noires)
- Story, J. (Belle Starr)
- Story, William (Belle Starr)
- Strangler, Stan (La Mine d'or de Dick Digger)
- Strauss, Mr. (La Bataille du riz)
- Strauss, Salomon (La Terre promise)
- Strawberry Susan (L'Arche de Rantanplan)
- Sugar (Dalton City)
- Sullivan (Un cow-boy à Paris)
- Sun Tse Yang (L'Héritage de Rantanplan)
- Sung Poo Yang (La Bataille du riz)
- Susa (L'Évasion des Dalton)
- Susan (L'Alibi)
- Suzanna (La Caravane)
- Suzy la Blonde (Le Pony Express)
- Svenson, Oggie (L'Héritage de Rantanplan)
- Swanson, général (Le 20e de cavalerie)
- Sweettears, Samuel (La Ballade des Dalton et autres histoires)
- Sweety sisters (Le Ranch maudit)
- Swindler, James (Marcel Dalton)
- Synapse Burns (L'Amnésie des Dalton)

### T
- Tache de rousseur (Sous le ciel de l'Ouest)
- Tante (Chasse aux fantômes)
- Tante Gwen (Calamity Jane)
- Taupe Clairvoyante (La Corde au cou)
- Taureau Ailé (La Corde au cou)
- Tom Taylor (O.K. Corral)
- Tchang (Le Cuisinier français)
- Tchang Ming Foo (L'Empereur Smith)
- Tchang Tchou Chop (L'Héritage de Rantanplan)
- Tchang Yen Lee (L'Héritage de Rantanplan)
- Tchong Yen Li (La Bataille du riz)
- Tea Spoon (Chasseur de primes)
- Ted (Le Cavalier blanc)
- Yamoto, Tempura (La Bataille du riz)
- Tender (Le Pony Express)
- Tête de Loup (La Mine d'or de Dick Digger)
- Tête de Loup (Alerte aux Pieds-Bleus)
- Tête de Veau (La Caravane)
- Têtenfer, Wilson (En remontant le Mississippi)
- Tex (Rodéo)
- Tex (Le 20e de cavalerie)
- Tex (Le Pied-Tendre)
- Tex La Chique (Rodéo)
- Tex Pokerface (Hors-la-loi)
- Texas (Des barbelés sur la prairie)
- Texas Bill (Sous le ciel de l'Ouest)
- Texas Killer (7 histoires de Lucky Luke)
- Texas Ripper (Le Grand Duc)
- Texas Slim (Sous le ciel de l'Ouest)
- Texas Ted (Arizona)
- The Poke-Marked Kid (Jesse James)
- The Schemer (Calamity Jane)
- Thelma (La Ballade des Dalton et autres histoires)
- Thelma (L'Artiste-peintre)
- Thompson (Lucky Luke se marie!?)
- Thomson, Jim (Lucky Luke contre Pinkerton)
- Tichose (Les Dalton courent toujours)
- Tilden, Samuel (L'Homme de Washington)
- Tim (La Ballade des Dalton et autres histoires)
- Tim Trois-Tonnes (Phil Defer)
- Thadeus (Billy the Kid)
- Thelma (La Caravane)
- Thomson (La Ballade des Dalton et autres histoires)
- Thompson, Tex (Sur la piste des Dalton)
- Thumb, Tom (Ruée sur l'Oklahoma)
- Thumbs, Scat (La Diligence)
- Thunderfield, Alexander (La Corde du pendu et autres histoires)
- Tobacco Bill (Rodéo)
- Tobacco Tex (Lucky Luke contre Pat Poker)
- Tofu Sam (L'Arche de Rantanplan)
- Tom (Arizona)
- Tom (Phil Defer)
- Tom (Les Collines noires)
- Tommy (Le Grand Duc)
- Tommy (La Bataille du riz)
- Toung Tchek Tchin (L'Héritage de Rantanplan)
- Tortue Agile (Le Pony Express)
- Tortue-Agile (La Mine d'or de Dick Digger)
- Tricker, Emily (Le Bandit manchot)
- Tricker, Joshua (Le Bandit manchot)
- Tricker, sénateur (Le Bandit manchot)
- Truite Saumonée (Western Circus)
- Truite Sauvage (Dalton City)
- Tsiao Yat Tcheng (L'Héritage de Rantanplan)
- Twain, Mark (L'Héritage de Rantanplan)

### U
- Uderzo, Giovanni (L'Empereur Smith)

### V
- Van Dyke, frères (Lucky Luke contre Pinkerton)
- Van Pire (La Ballade des Dalton et autres histoires)
- Vautour-Boiteux (Mac chez les Indiens)
- Verlaine, Paul (Un cow-boy à Paris)
- Vipère Siffleuse (La Corde au cou)
- Von Himbeergeist, Otto (La Guérison des Dalton)
- Vautour Déplumé (Les Collines noires)
- Baddy (Le Pied-Tendre)
- Vieux Joe (ou Old Joe) (Rodéo)
- Vieux Joe (La Corde du pendu et autres histoires)
- Vieux Will (Billy the Kid)

### W
- Waintrop, Aldabert (Lucky Luke contre Pinkerton)
- Waldo, Sirloin (Des barbelés sur la prairie)
- Wallace (Dalton City)
- Wally (Le Grand Duc)
- Wallys, Hank (Le Cavalier blanc)
- Warringelmer, Mr. (Le Grand Duc)
- Washakie (Le Fil qui chante)
- Waterfalls, gouverneur (L'Artiste-peintre)
- Wax, John (L'Homme de Washington)
- Weiss, Hans Peter (Lucky Luke contre Pinkerton)
- Weissmuler, Johnny (L'Alibi)
- Wellquist, Tony (Lucky Luke contre Pinkerton)
- Whimple, Gladys (Le Cavalier blanc)
- Whitman, Rudolph (L'Empereur Smith)
- Wilkins (L'Empereur Smith)
- Wilkins, sénateur (Les Collines noires)
- William (Lucky Luke contre Joss Jamon)
- William (Le Bandit manchot)
- William (Belle Starr)
- Williams, M. (Le Juge)
- Williams, sénateur (Les Collines noires)
- Wills, Tobias (La Ballade des Dalton et autres histoires)
- Wilson, Black (Des rails sur la prairie)
- Wilson, Nick (Le Pony Express)
- Winston (Le Magot des Dalton)
- Whiskers, Willy (Des rails sur la prairie)
- Wolf, frères (Les Tontons Dalton)
- Worthlesspenny, Mme. (La Ballade des Dalton et autres histoires)
- Wriggle, Dr. (Lucky Luke contre Pinkerton)

### Y
- Yang Fou Li (L'Héritage de Rantanplan)
- Yelloliver, Elvis (Billy the Kid)
- Yelloliver, Norma (Billy the Kid)
- Yorick (Le Cavalier blanc)
- Young, Brigham (Le Fil qui chante)
- Younger, Cole (Jesse James)
- Younger, frères (Hors-la-loi)

### Z
- Zeke (L'Artiste-peintre)
- Ziegler, Wilhelm (Les Dalton à la noce)
- Zilch, Corduroy (Western Circus)
- Zlatz, Abercombie (Le Pied-Tendre)
- Zooey, Edwin (Le Cavalier blanc)
- Zozzo (La Corde du pendu et autres histoires)
- Zulma (Des barbelés sur la prairie)

## Liste des chevaux
| - Ahmed Ben Gazoul (Chasseur de primes) - Apache (La Diligence) - Beauty (Belle Starr) - Black Beauty (Sous le ciel de l'Ouest) - Blizzard (La Diligence) - Boulon (Le Bandit manchot) - Brise (La Diligence) - Bruno (La Diligence) - Bucéphale (Sous le ciel de l'Ouest) - Cannon Ball (Sous le ciel de l'Ouest) - Cannonball (La Corde du pendu et autres histoires) - Canton (La Belle Province) - Caroline (La Mine d'or de Dick Digger) - Cheyenne (La Diligence) - Crazy (La Diligence) - Cyclone (Sous le ciel de l'Ouest) - Don Alfonso Perez Y Rodriguez IV (Chasseur de primes) - Douceur (La Diligence) - Duc Ivan Gregorovitch (Chasseur de primes) - El Diablo (Sous le ciel de l'Ouest) - Etoile (La Diligence) |  | - Fleur d'Orient (Sous le ciel de l'Ouest) - Fleurette (Le Cuisinier français) - Gaëtan (L'Alibi) - Gutenberg (La Fiancée de Lucky Luke) - Hannibal (Un Cheik au Far West) - Injun Buck (Sous le ciel de l'Ouest) - Johnny (La Diligence) - Jolly Jumper (La Mine d'or de Dick Digger) - La Vieille (Rodéo) - Lavigna (L'Homme de Washington) - Lord Washmouth III (Chasseur de primes) - Lord Washmouth IV (Chasseur de primes) - Lord Washmouth V (Chasseur de primes) - Lord Washmouth VI (Chasseur de primes) - Lord Washmouth VII (Chasseur de primes) - Lord Washmouth VIII (Chasseur de primes) - Lulubelle (La Ballade des Dalton et autres histoires) |  | - Navajo (La Diligence) - Noiraud (La Diligence) - Nuage (La Diligence) - O'Veloce (Canyon Apache) - Oliver (La Fiancée de Lucky Luke) - One-Eye Rusty (Sous le ciel de l'Ouest) - Oreilles (Chasseur de primes) - Oreilles (L'Héritage de Rantanplan) - Osto (L'Alibi) - Ouragan (La Diligence) - Patte Folle (La Diligence) - Patteblanche (La Diligence) - Pepito (La Diligence) - Polka (Sous le ciel de l'Ouest) - Prince Fontainebleau (Chasseur de primes) - Province (La Belle Province) - Red Flag (La Ballade des Dalton et autres histoires) - Renaudot (La Fiancée de Lucky Luke) - Renoir (L'Artiste-peintre) - Ressort (Le Bandit manchot) - Rex (La Diligence) - Rusty (La Diligence) |  | - Savage Phantom (Haut les Pattes !) - Silver (La Diligence) - Sioux (La Diligence) - Sir Willougby II (Chasseur de primes) - Tempête (La Diligence) - Tempête (Western Circus) - Tornade (Le Klondike) - Trumpet (La Diligence) - Véloce (La Diligence) - Von Schwartzenberg de Vienne (Chasseur de primes) - Wanted (Chasseur de primes) - Whisky (La Diligence) - Willy (Western Circus) - Yakari du Lombard (Un cow-boy à Paris) - Zig-Zag (L'Élixir du Docteur Doxey) |

## Liste des tribus d'indiens
| - Algonquins (La Belle Province) - Apaches (Les Dalton courent toujours) - Arapahoes (Le 20e de cavalerie) - Brûlés (Le 20e de cavalerie) - Choctaws (Ruée sur l'Oklahoma) - Cherokees (Ruée sur l'Oklahoma) - Cheyennes (Les Collines noires) - Chickasaws (Ruée sur l'Oklahoma) - Chimichuris (Canyon Apache) - Comanches (La Fiancée de Lucky Luke) |  | - Creeks (Ruée sur l'Oklahoma) - Inuits (La Belle Province) - Iroquois (La Belle Province) - Kickapoos (Suivez la Flèche) - Kiowas (Statue Squaw) - Etchemins (La Belle Province) - Hurons (La Belle Province) - Montagnais (La Belle Province) - Nez-Percés (Kid Lucky) - Ongles Incarnés (L'Artiste-peintre) |  | - Oglalas (Le 20e de cavalerie) - Pawnies (7 histoires de Lucky Luke) - Pieds-Agiles (L'Artiste-peintre) - Pieds-Bleus (Alerte aux Pieds-Bleus) - Pieds-De-Cochon (Lucky Luke se marie!?) - Pieds Enflés (La Belle et le Bête) - Pieds-Fiers (Un Cheik au Far West) - Pieds Jaunes (Des rails sur la prairie) - Pieds-Roses (Lucky Luke se marie!?) |  | - Pieds-Panés (Lucky Luke se marie!?) - Pieds-Plats (Le Pony Express) - Pieds-Qui-Puent (Lucky Luke se marie!?) - Pieds-Verts (Alerte aux Pieds-Bleus) - Séminoles (Ruée sur l'Oklahoma) - Shoshones (Le Fil qui chante) - Sioux (Le Fil qui chante) - Têtes-En-Os (Lucky Luke se marie!?) - Têtes Plates (La Corde au cou) |

## Liste des personnages deKid Lucky

### B
- Badwell, Billy (L'Apprenti cow-boy)
- Badwell, Grand-Père (Lasso périlleux)
- Barlow, Pete (Kid ou double)
- Bill (Kid ou double)
- Billy Joe (Kid ou double)
- Bison Éthylique (Kid Lucky)
- Blaireau Agile (Kid ou double)
- Bloody Bill (L'Apprenti cow-boy)
- Bob Handyman (Kid ou double)
- Bob le Muet (Lasso périlleux)
- Bombance, Fabrizio (Lasso périlleux)
- Bottleneck, Docteur (Kid ou double)
- Bouff, Bill (Kid ou double)
- Bullet, H. (L'Apprenti cow-boy)

### C
- Claus, Santa (Statue Squaw)
- Colt, Samuel (Oklahoma Jim)
- Coyote Éthylique (Kid Lucky)
- Costner, colonel (Kid Lucky)
- Costner, Margret (Kid Lucky)
- Crinoline, Mr. (Lasso périlleux)
- Crown, Milly (Lasso périlleux)

### D
- Dead Woodenbox (L'Apprenti cow-boy)
- Doc (Lasso périlleux)
- Domino Dan (Lasso périlleux)
- Dopey (L'Apprenti cow-boy)

### E
- Elias, oncle (L'Apprenti cow-boy)
- Emma (Kid Lucky)

### F
- Fingers Bill (Statue Squaw)

### G
- Glover (Kid Lucky)
- Greenback, Mr. (L'Apprenti cow-boy)
- Grimm, Sarah Eloïse (Suivez la Flèche)

### H
- Homme-Médecine (Kid Lucky)
- Hurricane Lisette (L'Apprenti cow-boy)

### K
- Kennedy, Jane (Kid Lucky)
- Keitel, sergent (Kid Lucky)

### I
- Ingalls, Charles (Suivez la Flèche)

### J
- Joe (Lasso périlleux)
- Joe (Statue Squaw)
- Joe Bigl (Kid ou double)
- Joe Chan (L'Apprenti cow-boy)
- Joey (Statue Squaw)
- Jolly Jumper (Kid Lucky)

### K
- Killer Poney (Kid ou double)

### L
- Lafleur, Mo (L'Apprenti cow-boy)
- Lapin Bondissant (Kid Lucky)
- Léon (L'Apprenti cow-boy)
- L'Orage, Fernand (Lasso périlleux)

### M
- Mac Adam (Oklahoma Jim)
- Mac Callum, famille (Statue Squaw)
- Mac Miche, Mère (Suivez la Flèche)
- Marmotte Crédule (Kid Lucky)
- Marsh, Jacob (Suivez la Flèche)
- Martha, Mme (L'Apprenti cow-boy)
- Mimi Winchester (L'Apprenti cow-boy)
- Molson, Joannie (L'Apprenti cow-boy)
- Molson, Mrs (L'Apprenti cow-boy)
- Molson, Siméon (Kid ou double)
- Mom (Kid ou double)
- Muguet, Gédéon (Lasso périlleux)
- Musaraigne Assoupie (Kid Lucky)

### N
- Newman, Patsie (Lasso périlleux)

### O
- Oklahoma Jim (Oklahoma Jim)
- Old Timer (Kid Lucky)
- Old Timer (Statue Squaw)
- Opossum Frileux (Kid Lucky)
- Oswald, lieutenant (Kid Lucky)

### P
- Paquito (L'Apprenti cow-boy)
- Parker, juge (Kid ou double)
- Pat Garrett (Oklahoma Jim)
- Pecos Bill (L'Apprenti cow-boy)
- Pencil, miss (L'Apprenti cow-boy)
- Petit Corbeau (Kid ou double)
- Petit Saumon (Kid Lucky)
- Pipper, Edward (Lasso périlleux)
- Pocopoco (Statue Squaw)
- Porc-Épic Pâlichon (Konrad) (Kid Lucky)

### Q
- Quick, Mr. (Lasso périlleux)

### P
- Pest, Jean (Lasso périlleux)
- Petit Cactus (Statue Squaw)
- Pike, Joe (Lasso périlleux)

### R
- Rabbit, Jack (Suivez la Flèche)
- Rattlesnake (Kid ou double)
- Red Cloud (Lasso périlleux)

### S
- Sam (L'Apprenti cow-boy)
- Souriceau Naïf (Kid Lucky)

### T
- Taupe Hébétée (Kid Lucky)
- Thumb, Tom (Suivez la Flèche)

### Z
- Zee, Mlle. (Oklahoma Jim)

## Liste des personnages deRantanplan

### A
- Abe (Le Grand Voyage)
- Abraham (Le Grand Voyage)
- Aigle sceptique (La Mascotte)
- Andrew (Le Grand Voyage)
- Antoine (Le Grand Voyage)
- Arizona John (Le Chameau)

### B
- Barnes (Le Messager)
- Barney (Morts de rire)
- Baxter (La Mascotte)
- Bartness (La Mascotte)
- Big Billy (Le Noël de Rantanplan)
- Bill (Bêtisier 3)
- Billy (Le Grand Voyage)
- Billy (Chien d’Arrêt)
- Bloquay, Comte (Le Grand Voyage)
- Bob (Haut les Pattes !)
- Brown (La Mascotte)
- Bruce #1 (Le Grand Voyage)
- Bruce #2 (Le Grand Voyage)
- Buck (Rantanplan Otage)
- Bufflard (La Mascotte)
- Buntline, Ned (Bêtisier 2)

### C
- Cactus Joe (Rantanplan Otage)
- Candeloro (Haut les Pattes !)
- Castor Grignotant (Bêtisier 3)
- Castor Méditatif (Le Messager)
- Cheval Fou (Bêtisier 3)
- Clarisse (Le Grand Voyage)
- Clementine (Bêtisier 3)
- Clint (Le Grand Voyage)
- Coleman (Le Grand Voyage)
- Coppola (Le Parrain)
- Craps, Jack (La Belle et le Bête)
- Crawler, Lars (Le Clown)
- Crockett, Mr. (La Mascotte)
- Custer, lieutenant (Le Messager)
- Cynthia (La Mascotte)

### D
- Daisy (Bêtisier 2)
- Davis, Jefferson (Le Chameau)
- De Bevere, Dr. (Chien d’Arrêt)
- Desmond (Le Grand Voyage)
- Ding-Dong (Le Chameau)
- Directeur, Mr. le (Hector) (La Mascotte)
- Doc (Chien d’Arrêt)
- Drake, Francis (Le Noël de Rantanplan)
- Dresseur (Bêtisier 1)

### E
- Elvis (Le Grand Voyage)
- Escampet, Tony (Le Fugitif)

### F
- Fat Steaky (Le Noël de Rantanplan)
- Fitzgerald (Le Grand Voyage)
- Fô-Rhi-Go-Leï (Le Grand Voyage)
- Foo-Riz (Rantanplan Otage)
- Ford, Mme (Haut les Pattes !)
- Frank (Les Cerveaux)

### G
- Gambler Joe (Bêtisier 4)
- Garfield, James A. (La Mascotte)
- Gelée Nocturne (La Belle et le Bête)
- Gimett (Le Grand Voyage)
- Gladys (Le Fugitif)
- Gossip, John (Le Chameau)
- Grimpel, sergent (La Mascotte)
- Grok (Le Clown)
- Gus (Le Grand Voyage)

### H
- Haizenbacon, colonel (La Belle et le Bête)
- Hank (Le Grand Voyage)
- Harry (Le Grand Voyage)
- Henri (Le Grand Voyage)
- Hep Wilson (Les Cerveaux)
- Hillary, Dr. (La Belle et le Bête)
- Humphrey (Le Grand Voyage)

### I
- Incomtax, Achab (Les Cerveaux)
- Inspecteur, Mr. l’ (Rantanplan Otage)
- Ironball (Le Fugitif)

### J
- Jack (Le Noël de Rantanplan)
- Jack Bullets (Le Noël de Rantanplan)
- James (Le Grand Voyage)
- Jarvis (Le Grand Voyage)
- Jasper (Les Cerveaux)
- Jean (Le Grand Voyage)
- Jeff (Le Fugitif)
- Jeff (Le Grand Voyage)
- Jeremiah (Bêtisier 4)
- Jeremiah (Bêtisier 5)
- Jhon (Le Grand Voyage)
- Jim (Le Fugitif)
- Jim (Le Grand Voyage)
- Jim (Le Noël de Rantanplan)
- Jim (Bêtisier 3)
- John (Bêtisier 4)
- Johnson, sergent (La Mascotte)
- Joe (Chien d’Arrêt)
- Joss Cash (Bêtisier 3)
- Juge (Le Joli Cœur)

### K
- Kate (Rantanplan Otage)
- Killer Joe (Le Parrain)
- Kirk (Le Grand Voyage)
- Kiwatou, mage (Le Messager)

### L
- Lee (Le Grand Voyage)
- Li-Chi (Le Grand Voyage)
- Li-Chi (Bêtisier 4)
- Li-Heu-Ré, Dr. (Chien d’Arrêt)
- Lilly, Mlle. (Le Clown)
- Ling Foo (Le Fugitif)
- Lino (Le Clown)
- Lipton, Mme (Haut les Pattes !)
- Lof, John M. (Rantanplan Otage)
- Loyal, Mr. (Le Clown)
- Lulu (Le Messager)

### M
- Mac Cullough, colonel (Le Messager)
- Mac Weston, Douglas (La Mascotte)
- Mac Weston, Douglas Jr. (Le Clown)
- Madame Irma (Bêtisier 4)
- Mahoney (La Belle et le Bête)
- Marcassin Sympathique (Le Messager)
- March, Mme (Haut les Pattes !)
- Mark (Le Parrain)
- Mark (Le Grand Voyage)
- Mario (Le Clown)
- Martin (Le Grand Voyage)
- Marylène (Bêtisier 5)
- Medley, clairon (La Mascotte)
- Michaël (Le Grand Voyage)
- Mickey (Le Fugitif)
- Mike (Le Grand Voyage)
- Mimi (Chien d’Arrêt)
- Ming Li Foo (Bêtisier 4)
- Morris (Bêtisier 4)
- Morton, Ted (Le Fugitif)
- Murphy (Les Cerveaux)

### N
- Nat (Le Messager)
- Nathanael (Le Grand Voyage)
- Needle (Le Parrain)
- Nightstick (Le Fugitif)
- Norman (Le Grand Voyage)
- Nuage Rouge (Bêtisier 3)

### O
- Œil de Perdrix (Bêtisier 3)
- O’Callaghan (Bêtisier 2)
- Old Timer (Bêtisier 5)
- Oscar (Le Grand Voyage)

### P
- Pablo (Bêtisier 3)
- Patterson, général (La Mascotte)
- Paul (Le Grand Voyage)
- Pavlov (La Mascotte)
- Peter (Le Grand Voyage)
- Pierre (Bêtisier 4)
- Powder, Clyde (Le Fugitif)
- Puzo (Le Parrain)

### Q
- Quetchuppe, Horace (La Belle et le Bête)
- Quetchuppe, Lucille (La Belle et le Bête)
- Quetchuppe, Mathilde (La Belle et le Bête)

### R
- Ransom (Rantanplan Otage)
- Rigolo (Chien d’Arrêt)
- Rodney (Le Grand Voyage)

### S
- Sam (Le Noël de Rantanplan)
- Sam (Le Messager)
- Sam (Morts de rire)
- Sawyer, Tom (Le Grand Voyage)
- Sitting Full (La Mascotte)
- Slim (Le Parrain)
- Smith, Herbert (Le Chameau)
- Smith, Horace (Les Cerveaux)
- Steel Hook (Le Messager)
- Stein (Les Cerveaux)
- Stephen (Le Grand Voyage)

### T
- Taimizmony, Timothy (Les Cerveaux)
- Taupe Écarlate (Rantanplan Otage)
- Taupe Furtive (Le Messager)
- Taureau Assis (Bêtisier 3)
- Texas Bill (Bêtisier 5)
- Thelma (Le Noël de Rantanplan)
- Ticozzi, Aldo (Le Parrain)
- Ticozzi, Giuseppe (Le Parrain)
- Ticozzi, Papa (Le Parrain)
- Timmy (Bêtisier 5)
- Tobias (Bêtisier 3)
- Tom (Chien Perché !)
- Tom Fix (Le Noël de Rantanplan)
- Tommy (Le Noël de Rantanplan)
- Tonnerre Assis (Bêtisier 1)
- Toubib (Bêtisier 1)
- Trampo (Le Clown)
- Travers, Lucky (Le Messager)
- Tricky Jack (La Mascotte)
- Turner (La Mascotte)
- Twins, John (La Belle et le Bête)
- Twins, Zeke (La Belle et le Bête)
- Twist, Oliver (Le Grand Voyage)

### V
- Vally (Le Messager)
- Victoria (Le Chameau)
- Vidal, Pr. (Chien d’Arrêt)

### W
- Washington Starr (Le Noël de Rantanplan)
- Wayne (Rantanplan Otage)
- Wesson, Daniel B. (Les Cerveaux)
- Weston, Tom (Le Parrain)
- Witheet, Mark (Chien d’Arrêt)
- Wilbur (Le Grand Voyage)
- Wilma (Le Grand Voyage)
- Wisedom, colonel (Le Messager)

### Y
- Yawohl (Le Fugitif)
- Younger (Le Messager)

### Z
- Zeke (Le Grand Voyage)

### Liste des chiens
| - Bob (Le Noël de Rantanplan) - Boy (Bêtisier 5) - Corniaud (Le Grand Voyage) - Fifi (La Mascotte) - Fifi II (La Mascotte) |  | - Fifi IV (La Mascotte) - Fifi VI (La Mascotte) - Kartoffel Von Bintje Und Das Plate Von Florenville (Bêtisier 1) - Kartoffel Justus-Freiherr Von Knigge (Carré d'Os) - Lady Trucmuche Of Zizipompom (Bêtisier 4) - Lhassa (Le Noël de Rantanplan) |  | - Lulu (Le Grand Voyage) - Papa Rantanplan (Le Grand Voyage) - Papy Rantanplan (Le Grand Voyage) - Ralph (Bêtisier 5) |  | - Rantanplan junior (Bêtisier 5) - Spitty (Bêtisier 4) - Tif (Le Noël de Rantanplan) - Toto (Le Grand Voyage) - Wolf (Le Fugitif) |